# Петнист групер
Петнистият групер (Epinephelus analogus) е вид бодлоперка от семейство Серанови (Serranidae). Видът не е застрашен от изчезване.

## Разпространение и местообитание
Разпространен е в Гватемала, Еквадор, Колумбия, Коста Рика, Мексико, Никарагуа, Панама, Перу, Салвадор, Хондурас и Чили.
Обитава крайбрежията и пясъчните и скалисти дъна на морета, заливи и рифове в райони с тропически, умерен и субтропичен климат. Среща се на дълбочина от 0,2 до 154 m.

## Описание
На дължина достигат до 1,1 m, а теглото им е максимум 22,3 kg.
Популацията на вида е стабилна.